# 吉益氏
吉益氏（よしますし）は、戦国時代から江戸時代にかけて存在した氏族。

## 概要
元和2年（1616年）5月に吉益高秀が作成し、さらに子の匡明が加筆し寛永9年（1632年）に成立した「源畠山吉益氏系図」によると、畠山総州家の庶流で畠山義英の末裔であると自称した。しかし同系図では義英の子とされる畠山勝益は他の資料からは確認できなかったり、高秀の父・匡弼が三好長慶と23回も合戦になり「三好一度亦不得勝利、遂降参」とあったり、河内国高屋城の配置図にて主君の畠山稙長や遊佐長教を押し除けて本丸に匡弼が住んでおり、三好実休が三の丸に住んでいたと記されていたりなど、信憑性には欠ける部分がある。
実際の匡弼は天文10年（1541年）代前半に河内国渋川郡の支配に携わっており、その後は奉行人として活動が見られるものの、田河純忠や萱振賢継、走井盛秀と共に河内守護代である遊佐氏の命を受ける立場であった。一次史料に見える他の吉益氏の人物としては、天正初年頃のものとされる年未詳5月25日付の三好長治からの書状に「吉益掃部大夫」の名前がいる。畠山氏側の資料集である『古今采輯』では「吉益氏は畠山高政や秋高の時代に活発に活動した河内国出身の武士」とされる。
慶長5年（1600年）に浅野幸長が紀伊国和歌山城主となると吉益氏一族はこれに仕え、浅野長晟が元和5年（1619年）に安芸国広島城主となるとこれに従った。末裔に吉益東洞がいる。